# Игиги (претендент)
Игиги — один из претендентов на царствование в Аккаде во время усобицы XXII века до н. э. («Кто был царем, кто не был царем?»).
После смерти царя Шаркалишарри, Аккад был завоеван племенами гутиев. Можно предположить, что последующие цари Аккада были слабыми и правили лишь номинально.